# Ribes canescens
Ribes canescens är en ripsväxtart som beskrevs av Henri François Pittier. Ribes canescens ingår i släktet ripsar, och familjen ripsväxter. Inga underarter finns listade i Catalogue of Life.